# Meldançon
Der Meldançon ist ein Fluss in Frankreich, der in der Region Grand Est verläuft. Er entspringt im Gemeindegebiet von Lignon, entwässert generell Richtung Südwest bis West durch ein gering besiedeltes Gebiet und mündet nach rund 26 Kilometern an der Gemeindegrenze von Morembert und Ramerupt als rechter Nebenfluss in die Aube. Auf seinem Weg durchquert er die Départements Marne und Aube.

## Orte am Fluss
(Reihenfolge in Fließrichtung)
- Lignon
- Saint-Utin
- Saint-Léger-sous-Margerie
- Balignicourt
- Donnement
- Jasseines
- Dommartin-le-Coq
- Morembert